# Neotrichoporoides horaki
Neotrichoporoides horaki är en stekelart som beskrevs av Kostjukov 2004. Neotrichoporoides horaki ingår i släktet Neotrichoporoides och familjen finglanssteklar.
Artens utbredningsområde är Algeriet. Inga underarter finns listade i Catalogue of Life.